# San Lucas, Villa del Carbón
San Lucas är en ort i Mexiko.   Den ligger i kommunen Villa del Carbón och delstaten Mexiko, i den sydöstra delen av landet, 50 km nordväst om huvudstaden Mexico City. San Lucas ligger 2 623 meter över havet och antalet invånare är 622.
Terrängen runt San Lucas är kuperad västerut, men österut är den platt. Runt San Lucas är det tätbefolkat, med 308 invånare per kvadratkilometer. Närmaste större samhälle är Nicolás Romero, 17,6 km sydost om San Lucas. I omgivningarna runt San Lucas växer huvudsakligen savannskog.